# Aulonogyrus knysnanus
Aulonogyrus knysnanus là một loài bọ cánh cứng trong họ van Gyrinidae. Loài này được Brinck miêu tả khoa học năm 1955.